# Sibel Seyhan
Sibel Seyhan Bayhan (* 14. November 1972 in Deutschland) ist eine türkische Schauspielerin und Theaterregisseurin.

## Leben und Karriere
Seyhan wurde am 14. November 1972 in 
Deutschland geboren. Sie studierte Dramaturgie an der Universität Istanbul und absolvierte eine Schauspielausbildung am MSM Konservatorium. Zudem erlangte sie Abschlüsse in Sinologie an der Universität Ankara und in Sozialwissenschaften an der Universität Tübingen.
Seyhan begann ihre Karriere in den 1990er Jahren und ist sowohl als Schauspielerin als auch als Theaterregisseurin aktiv. Zu ihren bekannten Stücken zählen Korkili Zipiler, Hadi Oynayalım und Kumpanya.
Ihr Schauspieldebüt gab sie 1998 in der Fernsehserie Kaygısızlar. Außerdem trat sie 2004 in İyi Saatte Olsunlar auf. 2008 spielte sie in Yaban Gülü mit. Von 2013 bis 2015 setzte Seyhan ihre Karriere in Ötesiz İnsanlar fort. Unter anderem bekam sie 2022 eine Rolle in Alef.

## Filmografie
Serien
- 1998: Kaygısızlar
- 2004: İyi Saatte Olsunlar
- 2008: Yaban Gülü
- 2013–2015: Ötesiz İnsanlar
- 2021: Son Yaz
- 2022: Alef
- 2024: Kübra